# Zöldfülűek bevetésen
A Zöldfülűek bevetésen (eredeti cím: Supernoobs) 2015 és 2019 között vetített kanadai televíziós flash animációs kalandsorozat, amelyet Scott Fellows alkotott, aki a Johnny Test című sorozatot is készítette.
Kanadában 2015. december 7-én a Teletoon, míg Magyarországon 2016. február 8-án a Cartoon Network mutatta be.
A sorozat négy tizenkét éves barátról, Kevinről, Tylerről, Shope-ról és Roach-ról szól, akiknek nemcsak az iskolában kell helyt állniuk, hanem meg is kell küzdeniük a világot meghódító vírussal. Szupererejüket földönkívüli eredetű gömbök, a Battle Balls adja.

## Szereplők
| Szereplő                   | Eredeti hang        | Magyar hang        |
| -------------------------- | ------------------- | ------------------ |
| Tyler Bowman               | Matt Hill           | Moser Károly       |
| Kevin Reynolds             | Richard Ian Cox     | Markovics Tamás    |
| Jennifer Shope             | Tabitha St. Germain | Dögei Éva          |
| Theodore "Roach" Roachmont | Lee Tockar          | Baráth István      |
| Warmerammer igazgatónő     | Maryke Hendrikse    | Kokas Piroska      |
| Zenblock                   | Michael Adamthwaite | Bognár Tamás       |
| Memnock                    | Bill Mondy          | Pusztaszeri Kornél |
| XR4Ti                      | Rebecca Shoichet    | Solecki Janka      |

### Magyar változat
A szinkront a Turner Broadcasting System megbízásából az SDI Media Hungary készítette.
- Magyar szöveg: Lai Gábor
- Szinkronrendező: Faragó József
- Főcímdal: Szabó Máté
- Felolvasó: Endrédi Máté
- További magyar hangok: Rosta Sándor, Czető Roland, Sallai Nóra, Joó Gábor, Horváth Illés, Kapácsy Miklós, Bolla Róbert, Andresz Kati, Kossuth Gábor, Dolmány Attila

## Epizódok

### Évadáttekintés
| Évad | Évad | Részek száma | Részek száma | Eredeti sugárzás    | Eredeti sugárzás  | Magyar sugárzás  | Magyar sugárzás      |
| Évad | Évad | Részek száma | Részek száma | Évadbemutató        | Évadzáró          | Évadbemutató     | Évadzáró             |
| ---- | ---- | ------------ | ------------ | ------------------- | ----------------- | ---------------- | -------------------- |
|      | 1.   | 52           | 52           | 2015. december 7.   | 2017. november 1. | 2016. február 8. | 2016. szeptember 22. |
|      | 2.   | 52           | 52           | 2018. szeptember 3. | 2019. február 7.  | 2018. július 2.  | 2018. augusztus 6.   |

### 1. évad
| #   | Magyar cím                     | Angol cím                                  | Író                                       | Magyar bemutató      | Eredeti bemutató    |
| --- | ------------------------------ | ------------------------------------------ | ----------------------------------------- | -------------------- | ------------------- |
| 1.  | Az új rémregény                | A Noob Hope                                | Scott Fellows, John Fountain, Tom Nesbitt | 2016. február 8.     | 2015. december 7.   |
| 2.  | A siralom visszavág            | The Noobs Strike Back                      | Scott Fellows, Tim Stuby, Rob Boutilier   | 2016. február 8.     | 2015. december 7.   |
| 3.  | Szuperhős cucc                 | Super Noob Suits                           | Lazar Saric, Rob Boutilier, Kent Webb     | 2016. február 9.     | 2015. december 8.   |
| 4.  | Agytrösztök és turmixok        | Noobies vs. Smoothies                      | Scott Fellows, Kent Webb                  | 2016. február 10.    | 2015. december 8.   |
| 5.  | Játssz a szabadban!            | Go Noob Outside                            | Keith Wagner, Kent Webb                   | 2016. február 11.    | 2015. december 9.   |
| 6.  | Rövid póráz                    | Curb Your Noob                             | Scott Fellows, Cat Tang                   | 2016. február 12.    | 2015. december 9.   |
| 7.  | A csodacsapat                  | Noob Kids on the Block                     | Nathan Knetchel, Jason Horychun           | 2016. február 15.    | 2015. december 10.  |
| 8.  | Hajszál híján hősök            | Fourth Down and Noob to Go                 | Scott Fellows, Luc Latulippe              | 2016. február 16.    | 2015. december 10.  |
| 9.  | Barátságból elégtelen          | Who, What, Where and Noob                  | Mark Fellows, Luke Gustafson              | 2016. február 17.    | 2015. december 11.  |
| 10. | Kínos szerelem                 | Shake Your Noobie                          | Scott Fellows, Jeff Bittle                | 2016. február 18.    | 2015. december 11.  |
| 11. | Ahol még zöldfülű nem járt     | Where No Noob Has Gone Before              | Keith Wagner, Christine Cunningham        | 2016. február 19.    | 2015. december 14.  |
| 12. | Állati gondozók                | How to Care for Your Noob                  | Scott Fellows, Kervin Faria               | 2016. február 22.    | 2015. december 15.  |
| 13. | Venamus színre lép             | The Noobs Meet Count Venamus               | Scott Fellows, Cat Tang                   | 2016. február 23.    | 2015. december 16.  |
| 14. | Harcigömb-vadászat             | Dude, Where's My Noob?                     | Nathan Knetchel, Kent Webb                | 2016. február 24.    | 2015. december 17.  |
| 15. | Rosszcsont dínó                | Tyrannosaurus Noob                         | Rick Groel, Luc Latulippe, Jen Davreux    | 2016. február 25.    | 2015. december 18.  |
| 16. | Bizarr üzemzavar               | When Good Noobs Go Bad                     | Scott Fellows, Jason Horychun             | 2016. február 26.    | 2015. december 21.  |
| 17. | Szuperkölykök                  | Superdoods!                                | Rick Groel, Jeff Bittle                   | 2016. február 29.    | 2015. december 22.  |
| 18. | Mint a felbojdult méhkas       | License to Noob                            | Nathan Knetchel, Luke Gustafson           | 2016. március 1.     | 2015. december 23.  |
| 19. | Robotbajnokság                 | Noobot vs. Venabot                         | Lazar Saric, Jen Davreux                  | 2016. március 2.     | 2015. december 28.  |
| 20. | Űrbéli állatkert               | Zooper Noobs!                              | Keith Wagner, Luc Latulippe               | 2016. március 3.     | 2015. december 29.  |
| 21. | Szuperirigység                 | Noob Kid in Town                           | Mark Fellows, Kent Webb                   | 2016. április 25.    | 2015. december 30.  |
| 22. | Szülői értekezlet              | Parent Teacher Noobs                       | Scott Fellows, Cat Tang                   | 2016. április 26.    | 2016. január 4.     |
| 23. | Szellem a gépben               | Noob It or Lose It                         | Ethan Banville, Luke Gustafson            | 2016. április 27.    | 2016. január 5.     |
| 24. | Szuperdadusok                  | Noobsitters                                | Mark Fellows, Jeff Bittle                 | 2016. április 28.    | 2016. január 6.     |
| 25. | Szuperszórakozás               | How to Use Your Noob                       | Scott Fellows, Sam To                     | 2016. április 29.    | 2016. január 7.     |
| 26. | Bajtársi bajok                 | A Noob Divided Cannot Noob!                | Keith Wagner, Christine Cunningham        | 2016. május 4.       | 2016. január 8.     |
| 27. | Szuper rémmesék                | Super Natural Noobs                        | Lazar Saric, Sam To                       | 2016. május 2.       | 2016. január 11.    |
| 28. | Szuperhős szuperkupa           | The Supernoobs Super Cup                   | Scott Fellows, Cat Tang                   | 2016. május 5.       | 2016. január 12.    |
| 29. | Harcias bemutató               | How to Noob the Science Fair               | John Derevlany, Kent Webb                 | 2016. szeptember 5.  | 2016. január 13.    |
| 30. | Veszélyes vetélkedő            | Noob Tube                                  | Scott Fellows, Dennis Crawford            | 2016. augusztus 16.  | 2016. január 14.    |
| 31. | Ne nézz madárnak!              | The Noobie Bluebie Booby                   | Kendra Hibbert, Jen Davreux               | 2016. augusztus 17.  | 2016. január 15.    |
| 32. | Végveszélyben a világ          | Noobs vs. the Earth-sterminator!           | Keith Wagner, Jeff Bittle                 | 2016. augusztus 18.  | 2016. augusztus 4.  |
| 33. | Görbe tükrön át                | Noob Coloured Glasses                      | Nathan Knetchel, Luke Gustafson           | 2016. augusztus 19.  | 2016. augusztus 4.  |
| 34. | Hószünet                       | Let It Noob, Let It Noob, Let It Noob      | Scott Fellows, Sam To                     | 2016. augusztus 22.  | 2016. augusztus 4.  |
| 35. | Idegörlő vírusirtók            | To Catch a Noob                            | Rick Groel, Christine Cunningham          | 2016. augusztus 23.  | 2016. augusztus 4.  |
| 36. | Zöldfülűek a vidámparkban      | The Noobiest Place on Earth                | Keith Wagner, Kent Webb                   | 2016. augusztus 24.  | 2016. augusztus 11. |
| 37. | Fejedelmi fogoly               | Count Noob-a-nus                           | Scott Fellows, Cat Tang                   | 2016. augusztus 25.  | 2016. augusztus 11. |
| 38. | A lebukás veszély              | I Know You Noob                            | Mark Fellows, Jen Davreux                 | 2016. augusztus 26.  | 2016. augusztus 11. |
| 39. | A hihetetlenül ütős ember      | The Supernoobs Meet Incredibly Amazing Man | Lazar Saric, Pat Pakula                   | 2016. augusztus 29.  | 2016. augusztus 11. |
| 40. | Édességgyűjtés                 | Happy Noob-o-Ween                          | Scott Fellows, Christine Cunningham       | 2016. május 3.       | 2016. október 27.   |
| 41. | Új főhadiszállás               | The Noob Cave!                             | Rick Groel, Luke Gustafson                | 2016. augusztus 30.  | 2016. december 5.   |
| 42. | Mindenki egyért                | To Noob or Not to Noob                     | Keith Wagner, Jeff Bittle                 | 2016. augusztus 31.  | 2016. december 5.   |
| 43. | Játékkatonák                   | Noobie Mama                                | Scott Fellows, Christine Cunningham       | 2016. szeptember 1.  | 2016. december 6.   |
| 44. | A kerek asztal zöldfülűi       | Noobs of the Round Table                   | Rick Groel, Glen Kennedy                  | 2016. szeptember 2.  | 2016. december 7.   |
| 45. | Szuperkölyök szuperkupa ráadás | Super Noob Super Cup Redux                 | John Derevlany, Cat Tang                  | 2016. augusztus 15.  | 2016. december 8.   |
| 46. | Rossz kutya                    | The Noobs vs. Sour Persimmons              | Scott Fellows, Kent Webb                  | 2016. szeptember 6.  | 2016. december 9.   |
| 47. | Szupervírus                    | Noobs Go Viral                             | Nathan Knetchel, Pat Pakula               | 2016. szeptember 16. | 2017. november 1.   |
| 48. | Zöldfülű Venamus               | Noobs vs. Venamus 12!                      | Scott Fellows, Jen Davreux                | 2016. szeptember 22. | 2017. november 1.   |
| 49. | Extrém videók                  | Eyewitness Noobs                           | Keith Wagner, Jeff Bittle                 | 2016. szeptember 7.  | 2017. november 1.   |
| 50. | Idegenveszély                  | A Noob World Order                         | Lazar Saric, Luke Gustafson               | 2016. szeptember 8.  | 2017. november 1.   |
| 51. | Ez nem piskóta                 | Nooby Friday                               | Tim Stuby, Christine Cunningham           | 2016. szeptember 20. | 2017. november 1.   |
| 52. | Csali a horgon                 | The Noobs-i-Nators 2: Save the Earth!      | Scott Fellows, Jeff Bittle                | 2016. szeptember 21. | 2017. november 1.   |

### 2. évad
| #   | Magyar cím                | Angol cím                        | Író             | Magyar bemutató    | Eredeti bemutató     |
| --- | ------------------------- | -------------------------------- | --------------- | ------------------ | -------------------- |
| 1.  | Újonckiképzés             | Operation: Noob!                 | Scott Fellows   | 2018. július 2.    | 2018. szeptember 3.  |
| 2.  | Mini kölykök akcióban     | Micro Noobs!                     | Keith Wagner    | 2018. július 2.    | 2018. szeptember 4.  |
| 3.  | A kiválasztott            | The Chosen Noob                  | Scott Fellows   | 2018. július 3.    | 2018. szeptember 5.  |
| 4.  | Próbára tett hétpróbások  | Dude Or Noob?                    | Scott Fellows   | 2018. július 3.    | 2018. szeptember 6.  |
| 5.  | Báli bajok                | Noob-a-rella                     | Scott Fellows   | 2018. július 4.    | 2018. szeptember 7.  |
| 6.  | Észveszejtő               | The Noob Kids At School!         | Keith Wagner    | 2018. július 4.    | 2018. szeptember 11. |
| 7.  | Idétlen időutazás         | High Noob                        | Scott Fellows   | 2018. július 5.    | 2018. szeptember 13. |
| 8.  | Agyabugyálók társasága    | Ring Around The Noob             | Nathan Knetchel | 2018. július 5.    | 2018. szeptember 15. |
| 9.  | Hóimádó hóhányók          | Noob Storm Rising!               | Scott Fellows   | 2018. július 6.    | 2018. szeptember 20. |
| 10. | A hónap marcona harcosa   | Noob Of The Month                | Rick Groel      | 2018. július 6.    | 2018. szeptember 25. |
| 11. | Szuperhős szupershow      | Supernoobs Vs. Supertights!      | Scott Fellows   | 2018. július 9.    | 2018. szeptember 27. |
| 12. | A szerelem mélye          | Pool Party Noob                  | Mark Fellows    | 2018. július 9.    | 2018. október 2.     |
| 13. | Settenkedő sötét erő      | The Dark Noob Rises              | Scott Fellows   | 2018. július 10.   | 2018. október 4.     |
| 14. | Földalatti buzgalom       | Noobs Down Under                 | Keith Wagner    | 2018. július 10.   | 2018. október 11.    |
| 15. | Harcias harci gömbök      | Noobs Battle Balls               | Lazar Saric     | 2018. július 11.   | N/A                  |
| 16. | Bajkeverő békéltetők      | The Noob Trap                    | Nathan Knetchel | 2018. július 11.   | 2018. október 9.     |
| 17. | Üzemzavar és csigatempó   | All Mixed Up And Nowhere To Noob | Scott Fellows   | 2018. július 12.   | 2018. október 18.    |
| 18. | Hazárdjátékosok           | Call Of Nooby                    | James Thomas    | 2018. július 12.   | 2018. október 23.    |
| 19. | Ereszd el a hajómat!      | The Noob John B!                 | Scott Fellows   | 2018. július 13.   | 2018. október 25.    |
| 20. | Kincs és bilincs          | Noob Most Wanted                 | Scott Fellows   | 2018. július 13.   | 2018. október 30.    |
| 21. | Agyafúrt tökfilkók        | Noob And Noober                  | Keith Wagner    | 2018. július 16.   | 2018. november 1.    |
| 22. | Kutyabajunk!              | A Noob's Best Friend             | Scott Fellows   | 2018. július 16.   | 2018. november 6.    |
| 23. | Űz a tábortűz             | Noobie Noobie Boo!               | Nathan Knetchel | 2018. július 17.   | 2018. november 9.    |
| 24. | Színpompás sorscsapás     | If It Aint Broke, Don't Noob It! | Scott Fellows   | 2018. július 17.   | 2018. november 13.   |
| 25. | Szuperhős szupersztárok   | One Noob Wonder                  | Doug Lieblich   | 2018. július 18.   | 2018. november 15.   |
| 26. | Botránykampány            | Noob 4 Mayor!                    | Scott Fellows   | 2018. július 18.   | 2018. november 20.   |
| 27. | Ezt kapd el, ne a náthát! | Fluper Noobs                     | Mark Fellows    | 2018. július 31.   | 2018. november 24.   |
| 28. | A hősök őse               | Cave Noobs!                      | Scott Fellows   | 2018. július 19.   | 2018. november 28.   |
| 29. | A világ fura ura          | Beam Me Up Nooby                 | Keith Wagner    | 2018. július 20.   | 2018. november 30.   |
| 30. | Ellenszer a félsz ellen   | Spooker Noobs!                   | Scott Fellows   | 2018. július 20.   | 2018. december 5.    |
| 31. | Kincsvadászok az űrből    | Noob Raider                      | Scott Fellows   | 2018. július 23.   | 2018. december 12.   |
| 32. | Engedélyből elégtelen     | Get Your License Re-noobed!      | Mark Fellows    | 2018. július 23.   | 2018. december 14.   |
| 33. | Tengernyi teszt           | 20,000 Noobs Under The Sea       | Scott Fellows   | 2018. július 24.   | 2018. december 14.   |
| 34. | Szuper házi feladat       | Noobing Down The House!          | Keith Wagner    | 2018. július 24.   | 2018. december 19.   |
| 35. | Nagyi nagy kalandja       | Grandma Noob                     | Scott Fellows   | 2018. július 25.   | 2018. december 21.   |
| 36. | Ránk szabadult szabadnap  | Noobs' Day Off                   | Nathan Knetchel | 2018. július 25.   | 2018. december 28.   |
| 37. | A Föld zöldfülű őrei      | The Last Noobs On Earth          | Scott Fellows   | 2018. július 26.   | 2018. december 31.   |
| 38. | Űrhajótöröttek            | Space Family Noobinson           | Keith Wagner    | 2018. július 26.   | 2018. december 31.   |
| 39. | Az álca átka              | Electric Avenoob                 | Scott Fellows   | 2018. július 27.   | 2019. január 1.      |
| 40. | Fura figura               | The Green Noob                   | Lazar Saric     | 2018. július 27.   | 2019. január 2.      |
| 41. | Könyvmolyirtók            | The Noobs Vs. The Bookworm       | Scott Fellows   | 2018. július 30.   | 2019. január 3.      |
| 42. | A kémek krémje            | The Noob Watchmen                | Keith Wagner    | 2018. július 30.   | 2019. január 4.      |
| 43. | Tév-irányítók             | Noobankamun                      | Scott Fellows   | 2018. július 19.   | 2019. január 7.      |
| 44. | Miből lesz a cserebogár?  | When We Were Noobs               | Tim Stuby       | 2018. július 31.   | 2019. január 10.     |
| 45. | Szuperhős hűhó semmiért   | Much Anoob About Nothing         | Nathan Knetchel | 2018. augusztus 1. | 2019. január 14.     |
| 46. | Jobb a rossznál a jó      | The League Of Noob Doominators   | Scott Fellows   | 2018. augusztus 1. | 2019. január 17.     |
| 47. | Virtuális vitézség        | Noobs Just Wanna Have Fun        | Scott Fellows   | 2018. augusztus 2. | 2019. január 21.     |
| 48. | Hazárdjáték a betűkkel    | N-o-o-b Spells Noob              | Keith Wagner    | 2018. augusztus 2. | 2019. január 24.     |
| 49. | Jövőből jött jövevény     | The Good, The Bad And The Nooby  | Scott Fellows   | 2018. augusztus 3. | 2019. január 28.     |
| 50. | Ki a vészmadár?           | Noob Dunnit!                     | Nathan Knetchel | 2018. augusztus 3. | 2019. január 31.     |
| 51. | Újabbnál újabb újítások   | Noob And Improved                | Scott Fellows   | 2018. augusztus 6. | 2019. február 4.     |
| 52. | Piramisok, príma pizzák   | Pie-ramid Pizza With Extra Noob! | Scott Fellows   | 2018. augusztus 6. | 2019. február 7.     |